# 後背位

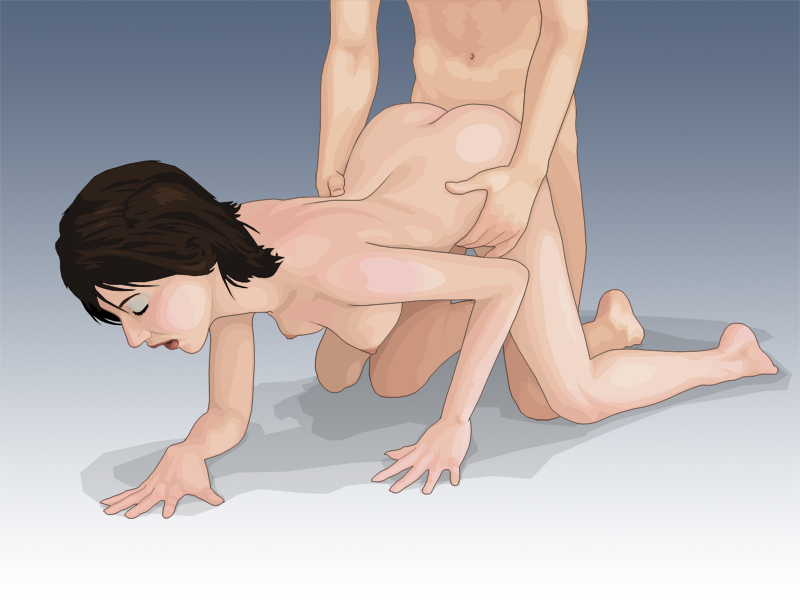
後背位

後背位（こうはいい）は、性交体位の一種である。「バック」と呼ばれる場合が多い。両者が立ったまま行う場合は「立ちバック」（たちバック）とも呼ばれる。

## 概要
女性または受け役が四つん這いになって手をついたところに、男性または立ち役が膝をついて背後から性器を挿入する体位である。正常位より挿入がし易い場合がある。ほとんどの哺乳類もこうした体位で性交をする。Durex社が全世界の15万人を対象に調査した統計「Durex global sex survey」（2003年）によるとこの体位を好む人の割合は、フランス37%（1位）、台湾31%（2位）、米国30%（2位）、英国28%（2位）である。なお同調査に日本でのデータは含まれない。一般に男性側が深く挿入できる体位とされ、女性はGスポットや子宮口に強い刺激を受けるといわれる。
男性がピタッと寄り添う状態で行う後背位は寝バック（寝後背位）と呼ばれ、通常の後背位では得られない密着感を感じられる。女性側はうつぶせに寝たままであるため、負担が少なく楽な姿勢で性交ができる。挿入角度は下35°~40°が理想とされる。
女性が壁や家具に手をついて体を支え、男性が後ろから挿入する後背位は立ちバック（立位後背位）と呼ばれる。臀部が強調されるため尻好きの男性、サディスティックな性癖の男性に好まれるとされる。挿入角度は上30°～35°が理想とされる。
後背位のデメリットは互いに顔を合わせることができない点である。このためコミュニケーションが取りづらい。ペニスが見えない状態での性交となることから、恐怖に感じる女性もいる。また、深く挿入できる半面、角度が合わないと男女ともに痛みを感じる場合がある。

## 各言語や書物での呼称
- ラテン語 - coitus more ferarum（「動物のやり方」）
- 英語 - doggy style（「犬のやり方」）、on all fours（「四つ足で」）、from behind（「背後から」）
- フランス語 - levrette（「グレートハウンドの雌犬」）
- イタリア語 - pecorina（「小さい羊」）
- オランダ語 - hondjeshouding
- 『カーマ・スートラ』 - 「牛の結合（牡牛性交）」[5]

- 日本

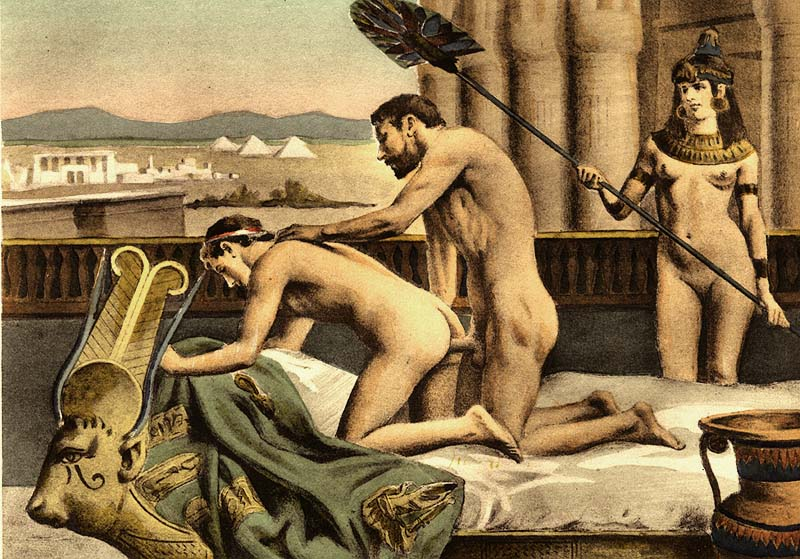
立ち役のハドリアヌスと受け役のアンティノウスが後背位で性交する模様の絵

  - 立ち役のハドリアヌスと受け役のアンティノウスが後背位で性交する模様の絵江戸時代には「鵯越え」と呼んだこともある。これは『平家物語』にある一ノ谷の戦いにおける、背後の山越しに後方から攻撃をかけるのに見立てたものである。